# أسكسي (إسكسي)
أسكسي هي إحدى مشيخات المملكة المغربية، تتبع جغرافيا لإقليم أزيلال وإداريًا لإسكسي. يقدر عدد سكانها بـ 2000 نسمة حسب الإحصاء الرسمي للسكان والسكنى لسنة 2004.